# Wake FC
El Wake FC es un equipo de fútbol de los Estados Unidos que juega en la USL League Two, la cuarta división de fútbol del país.

## Historia
Fue fundado el 30 de abril de 2018 en la ciudad de Holly Springs, Carolina del Norte como la expansión del club de ligas menores del mismo nombre creado en 2012 luego de que la United Soccer League le otorgara una franquicia a la ciudad en la recién creada USL League Two que tendría su temporada inaugural en 2019.
En 2019 el club finaliza en séptimo lugar de su división y no clasificó a los playoffs.

## Temporadas
| Año  | División | Liga           | Temporada Regular   | Playoffs     | US Open Cup  |
| ---- | -------- | -------------- | ------------------- | ------------ | ------------ |
| 2019 | 4        | USL League Two | 7.º, South Atlantic | No clasificó | No participó |